# Липен
Липен (њем. Liepen) општина је у њемачкој савезној држави Мекленбург-Западна Померанија. Једно је од 89 општинских средишта округа Остфорпомерн. Према процјени из 2010. у општини је живјело 320 становника. Посједује регионалну шифру (AGS) 13059051.

## Географски и демографски подаци
Липен се налази у савезној држави Мекленбург-Западна Померанија у округу Остфорпомерн. Општина се налази на надморској висини од 12 метара. Површина општине износи 18,0 km². У самом мјесту је, према процјени из 2010. године, живјело 320 становника. Просјечна густина становништва износи 18 становника/km².